# Zlatorog
 (décembre 2024).
Si vous disposez d'ouvrages ou d'articles de référence ou si vous connaissez des sites web de qualité traitant du thème abordé ici, merci de compléter l'article en donnant les références utiles à sa vérifiabilité et en les liant à la section « Notes et références ».
L'histoire de Zlatorog, le chamois blanc aux cornes d'or, est une célèbre légende slovène,,.

## Légende
Le chamois vivait dans les vallées et sur les sommets du Triglav, dans un jardin paradisiaque, et était le gardien d'un trésor caché. Un jour, un chasseur vint pour voler le trésor et tira sur Zlatorog. Du sang s'échappa de sa blessure, ce qui fit sortir de terre de magnifiques fleurs rouges. Zlatorog en mangea une et revint alors à la vie. De rage, il tua le chasseur et détruisit son paradis, puis il disparut à jamais en emportant le secret de son trésor.
Rudolf Baumbach a mis en vers le mythe de Zlatorog  et l'a publié en 1877, c'est son œuvre la plus populaire. Camilla et Eduard Lucerna en ont fait un opéra. 

## Zlatorog aujourd'hui
De nos jours, le souvenir de Zlatorog est perpétué par la marque de bière Zlatorog, produite par la brasserie slovène Laško.
Une statue en bronze du chamois se trouve sur les bords du lac Jasna au sud du col du Vršič.